# Waalse kerk

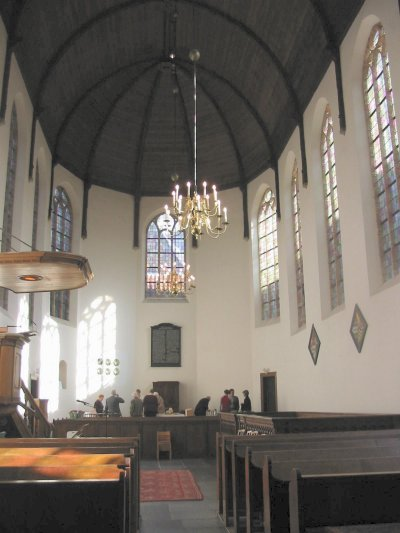
Interieur van de Waalse kerk in Delft

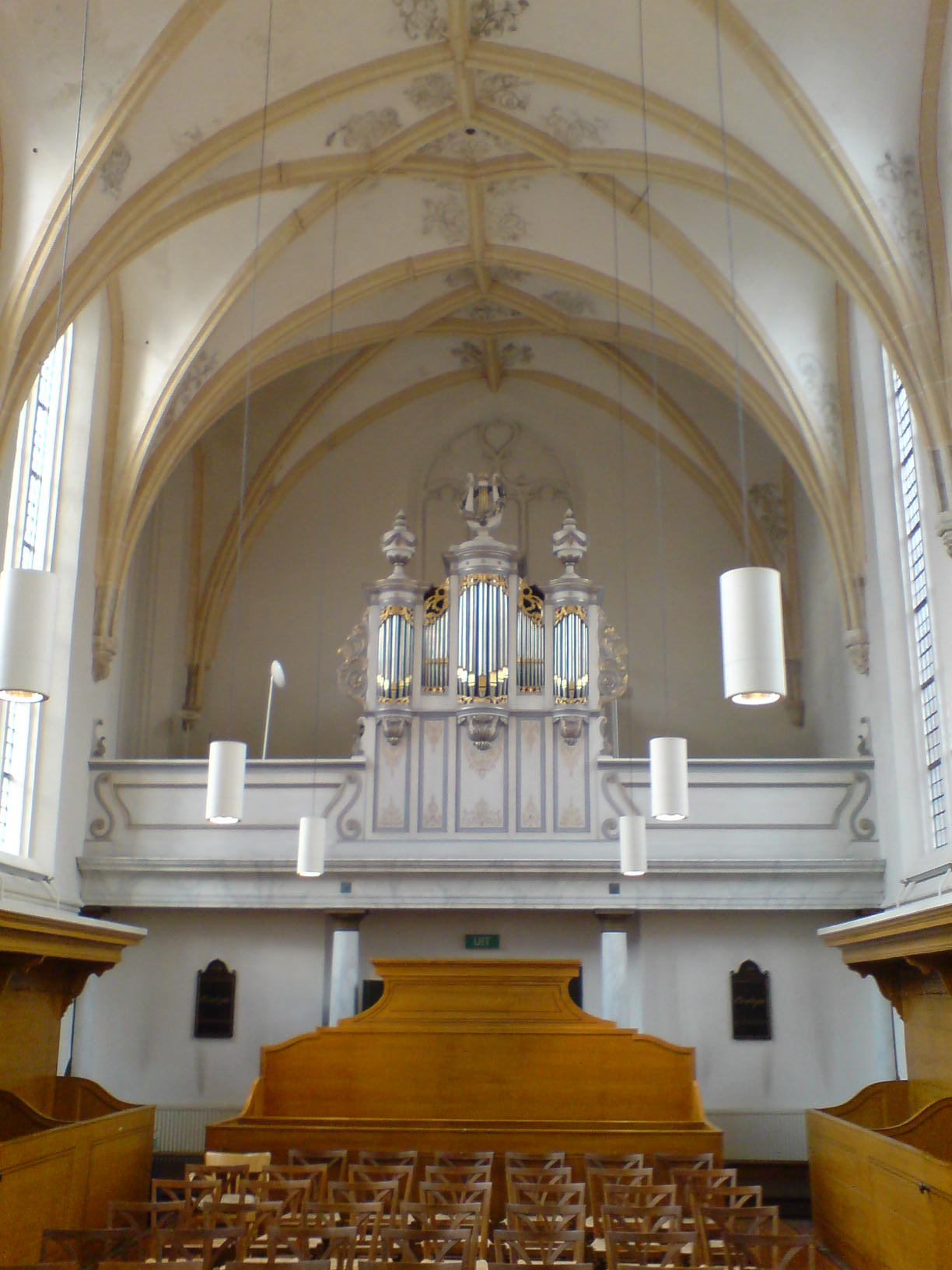
Interieur van de Waalse kerk in Zwolle

Een Waalse kerk (Frans: Église wallonne) is een calvinistische kerk in de Nederlanden en de voormalige koloniën, waarvan de leden oorspronkelijk uit de Zuidelijke Nederlanden en Frankrijk stammen en waarbinnen de voertaal het Frans is. Leden van deze kerken worden Waals hervormd (Frans: Réformé wallon; voor 1815 ook 'Waals gereformeerd') genoemd en werden lange tijd onderscheiden van de Nederduits hervormden, die Nederlands als voertaal gebruiken. De liturgie van de Waalse kerken is klassiek-hervormd, maar de kerken hebben veelal een tolerante signatuur.

## Geschiedenis
Na de Spaanse veroveringen in de zuidelijke Nederlanden aan het einde van de zestiende eeuw vluchtten veel calvinisten uit deze gebieden naar het noorden, voornamelijk naar Holland. Zo wilden zij de verwachte vervolging door de rooms-katholieken ontlopen. De Walen kwamen in dusdanig groten getale, dat zij aparte Franstalige gemeentes oprichtten, in totaal 43. Deze opereerden zelfstandig van de Nederduitse gemeentes. Eind zeventiende eeuw, als gevolg van de herroeping van het Edict van Nantes in 1685, vluchtten veel hugenoten uit Frankrijk naar Nederland. Ook zij werden veelal opgenomen in Waals Hervormde gemeentes of stichtten nieuwe gemeentes. Hierdoor groeide het aantal Waalse kerken tot 80.
Door toenemende integratie van deze vluchtelingen in de Nederlandse samenleving, met name in de achttiende eeuw, daalde het aantal Waalse gemeentes snel. Uiteindelijk bleven er veertien over. Vanaf de oprichting van de Nederlandse Hervormde Kerk in 1815 vallen zij, net als de Engelstalige Schotse gemeentes, hieronder. Sinds 2004 vallen zij onder de Protestantse Kerk in Nederland. De laatste jaren sluiten zich ook immigranten uit Afrika bij de kerken aan.

## Overzicht van gemeenten
Er zijn actieve Waals Hervormde gemeenten in de volgende steden:
- Amsterdam, zie: Waalse kerk (Amsterdam)
- Arnhem/Nijmegen, zie Waalse kerk (Arnhem)
- Breda, zie Waalse kerk (Breda)
- Dordrecht, zie Waalse kerk (Dordrecht)
- Groningen, zie Pelstergasthuis - eerder aan de Vismarkt 18
- Den Haag, zie: Waalse kerk (Den Haag)
- Haarlem, zie Waalse kerk (Haarlem)
- Leiden, zie Waalse kerk (Leiden)
- Maastricht/Heerlen, zie Waalse kerk (Maastricht)
- Middelburg, zie Waalse kerk (Middelburg)
- Rotterdam, zie Waalse Kerk (Rotterdam)
- Utrecht, zie Pieterskerk
- Zwolle, zie Waalse kerk (Zwolle)

De voertaal in de veertien gemeentes is Frans gebleven, zowel wat betreft de eredienst als de andere activiteiten. Bij informele gelegenheden wordt ook Nederlands gesproken. Het aantal leden per gemeente is laag en er zijn slechts zes predikanten in Nederland, wat maakt dat veel kerken maar om de veertien dagen een dienst houden. Wekelijkse diensten vinden plaats in Amsterdam, Den Haag, Leiden en Utrecht.
De Waalse gemeenten vormen binnen de Protestantse Kerk in Nederland een afzonderlijke classis en sturen een eigen afgevaardigde naar de synodevergaderingen. Men onderhoudt hechte banden met Franstalige calvinistische kerken in België, Frankrijk en andere landen.

### Statistiek
| Jaar   | 1849 | 1859 | 1869   | 1879 | 1889 | 1899 | 1909 | 1920 | 1930 | 1947 | 1960 | 1971 |
| Aantal | 8435 | 9689 | 10.258 | 9529 | 8953 | 9857 | 9660 | 8962 | 6358 | 4067 | 3058 | 1505 |

Bij de laatste volkstelling in 1971 werden in heel Nederland 1505 Waals Hervormden geteld; 570 in Zuid-Holland, 550 in Noord-Holland, 125 in de provincie Utrecht, 95 in Gelderland en 85 in Noord-Brabant. In Amsterdam gaat het om 350 personen, in Den Haag om 245, in Rotterdam om 85 en in Utrecht om 50 mensen. Deze aantallen zijn intussen door ontkerkelijking nog verder gedaald.

## Gebouwen

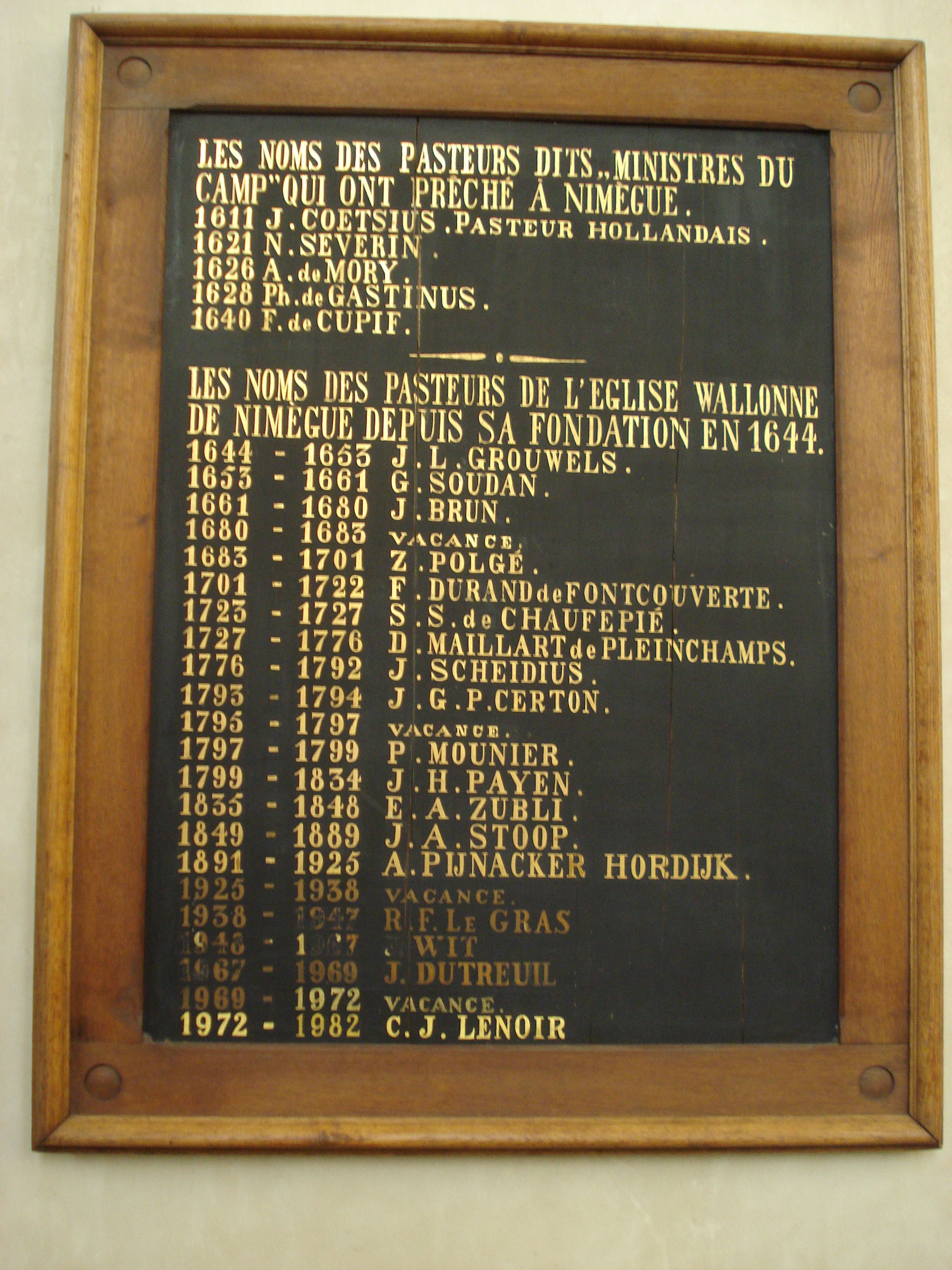
Lijst van voorgangers van de Waalse kerk in Nijmegen tussen 1611 en 1982

(Oude) Waalse Kerk in Amsterdam

De Waalse kerk in Amsterdam is een voormalige katholieke kapel die in 1578 bij de Alteratie van de oorspronkelijke Rooms-Katholieke Kerk werd onteigend en ter beschikking gesteld aan genoemde vluchtelingen.
De Waalse kerk in Arnhem is gebouwd in het begin van de 15e eeuw, als kapel bij het toenmalige Agnietenklooster. Na 1636 is zij opgenomen geweest in het complex van het St. Catharina Gasthuis. Sinds 1751 is de kerk in gebruik van de Waals-Hervormde Gemeente. De kerk is ernstig beschadigd in september 1944 en is gerestaureerd in 1950-52.
De Waalse kerk in Breda was oorspronkelijk de kapel van het begijnhof.
De Waalse kerk in Delft is de oorspronkelijke kapel van het Sint Agathaklooster bij het huidige Prinsenhof. De kapel dateert uit de 15e eeuw en werd in 1572 de hofkapel van prins Willem van Oranje. Sinds 1585 is de kapel in gebruik als Waalse kerk. Elke tweede week is er een Franstalige dienst op zondagochtend om 10.30 uur.
In Dordrecht is het voormalige gebouw van de Waalse kerk verbouwd tot een winkel voor sportkleding, maar er vinden nog wel twee keer per maand Franstalige diensten plaats in het Hof, waar ooit de Eerste Vrije Statenvergadering plaatsvond.
In Den Haag maakten de hugenoten vanaf 1591 gebruik van de Hofkapel op het Binnenhof. Daaraan kwam een einde toen Lodewijk Napoleon in 1806 het Binnenhof als residentie in beslag nam. Hij gaf de Waalse gemeente geld om elders een kerk te bouwen. In 1808 werd het nieuwe kerkgebouw van de Waalse Kerk aan het Noordeinde in gebruik genomen.
In Groningen komt de Waalse gemeente samen in het Pelstergasthuis. Tussendoor heeft de kerk ook gebruik gemaakt van de Academiekerk en van 1856 tot 1934 had het een eigen gebouw aan de Vismarkt 18 (later verbouwd tot winkel).
In Haarlem wordt sinds 1590 iedere week een Franse dienst gehouden in de Hervormde kerk op het begijnhof 30. De Waalse Kerk in Haarlem is een voormalige katholieke kerk die na de reformatie in handen kwam van de stad Haarlem, het stadsbestuur schonk de kerk vervolgens aan de Franstaligen. Tijdens de Tachtigjarige Oorlog kwamen ongeveer 20.000 Belgische vluchtelingen naar Haarlem. Na de herroeping van het Edict van Nantes vluchtten bijna 2.000 hugenoten naar Haarlem.
De Waalse kerk in 's-Hertogenbosch is gebouwd in 1847 in vroeg neogotische stijl naar ontwerp van architect A. van Veggel. De kerk werd in 1956 gekocht door de Lutherse gemeente die er tot 2004 kerkte.
De Waalse kerk in Leeuwarden is een kapel uit 1530 en in gebruik door de Remonstrantse gemeente, en een basisgemeente: Oecumenische Basisgemeente Leeuwarden (OBL).
De Waalse kerk in Leiden is gevestigd in de kapel van het voormalige Catharina Gasthuis. Vanaf het begin van de 17e eeuw werd de Gasthuiskapel voor protestantse kerkdiensten ingericht. Vanaf 1818 kreeg de Waalse gemeente de Gasthuiskerk in eigendom. De Waalse gemeente in Leiden was oorspronkelijk gevestigd in de Vrouwekerk, nu een ruïne.
In Naarden is ook een voormalige Waalse Kerk te vinden. De kapel wordt nu gebruikt als mausoleum voor Comenius.
De Waalse kerk van Oostburg werd in 1689 gebouwd en godsdienstoefeningen hebben tot 1803 stand kunnen houden. In 1804 werd deze kerk aan de katholieken verkocht.
De Waalse Kerk in Utrecht is gevestigd in de Pieterskerk.
In Nijmegen was de Commanderie van Sint Jan sinds de Franse bezetting een Waalse Kerk, tot het gebouw zwaar beschadigd raakte bij het bombardement van 22 februari 1944. In 1952 verkocht het kerkbestuur de ruïne.
In Rotterdam staat de Waalse Kerk(bouwjaar 1923- gerestaureerd in 2009) aan de Pierre Baylestraat/Schiedamse vest 190 en om de twee weken(afwisselend met Delft) is er een Franstalige dienst om 11:00 uur.
De voormalige Waalse kerk in Voorburg wordt nu gebruikt door de Nederlandse Gereformeerde Kerken.
De Waalse Kerk in Zwolle is sinds 1686 gehuisvest in de veertiende-eeuwse Geertruidskapel van de Zusters van het Gemene Leven.

## De Waalse kerk en de familie Oranje-Nassau
Er was al vroeg een band tussen de Waalse kerk en de familie Oranje-Nassau: Louise de Coligny (1555-1620), dochter van Gaspard de Coligny en vrouw van Willem de Zwijger bezocht net als haar zoon Frederik Hendrik de Waalse kerk van Den Haag, de oude hofkapel aan het Binnenhof. Maurits, de andere zoon van Willem van Oranje, woonde ook regelmatig de diensten bij van de Waalse kerk in Den Haag.  
Tijdens het stadhouderschap van Frederik Hendrik werd de band nog hechter, vooral vanwege André Rivet, dominee van de Waalse kerk in Den Haag, die stierf in 1651. Hij was met name de gouverneur van Willem II en hij speelde een belangrijke rol bij het huwelijk van Willem II met Maria Henriëtte Stuart. Hun enige zoon Willem III werd gedoopt in de Waalse kerk van Den Haag.

## Bekende Waals Hervormden
- Pierre Bayle (1647-1706), theoloog en filosoof
- Pieter Philip van Bosse (1809-1879), politicus en advocaat
- Justinus van der Brugghen (1804-1863), politicus, advocaat en rechter
- Conrad Busken Huet (1826-1886), theoloog en essayist, predikant van de Waalse kerk te Haarlem
- Daniël Chantepie de la Saussaye (1818-1874), theoloog, predikant van de Waals hervormde gemeenten te Leeuwarden en Leiden, later hoogleraar aan de Rijksuniversiteit Groningen
- Pierre Daniel Chantepie de la Saussaye (1848-1920), theoloog, hoogleraar aan de Universiteit van Amsterdam en de Universiteit Leiden
- Louis Couperus (1863-1923), romancier, een van de belangrijkste figuren in de moderne Nederlandse literatuur
- Henk Jan de Jonge (1943-2022), theoloog en hoogleraar aan de Universiteit Leiden
- Pierre Jurieu (1637-1713), theoloog
- Jacob van Lennep (1802-1868), schrijver, dichter, taalkundige, politicus
- Peter Minuit (1594-1638), gouverneur van Nieuw-Nederland
- Adrien Pelerin (1698-1771), hoogleraar geneeskunde in Maastricht
- Jacques Perk (1859-1881), dichter en wegbereider van de Tachtigers
- Ephraim Daniel Pichot (1753-1847), militair, rechter en bestuurder
- Allard Pierson (1831-1896), theoloog, essayist en oudheidkundige
- Susanna du Plessis (1739-1795), plantagehoudster in Suriname
- Jan Six (1618-1700), Amsterdams regent, schrijver en mecenas
- Jean Taffin (1529-1602), dominee en theoloog